# Erosina cervinaria
Erosina cervinaria är en fjärilsart som beskrevs av Blanchard 1882. Erosina cervinaria ingår i släktet Erosina och familjen mätare. Inga underarter finns listade i Catalogue of Life.